# Sehima
Sehima és un gènere de plantes de la família de les poàcies, ordre de les poals, subclasse de les commelínides, classe de les liliòpsides, divisió dels magnoliofitins.

## Taxonomia
- Sehima alpinii
- Sehima ciliare (Munro) Roberty
- Sehima ischaemoides
- Sehima galpinii Stent
- Sehima nervosa (Rottler) Stapf
- Sehima nervosum (Rottl. ex Willd.) Stapf.
- Sehima notatum (Hackel) A.Camus
- Sehima sulcata (Hack.) A.Camus
- Sehima sulcatum